# Full Rate Codec
De Full Rate Codec is een codec die gebruikt wordt voor spraakcodering binnen het GSM-systeem voor mobiele telefonie. De codec werkt op een bitsnelheid van 13 kbit/s. 

## het algoritme
Het spraaksignaal wordt, na AD-conversie, opgedeeld in segmenten van 20 ms. Hierop wordt een analyse uitgevoerd waarmee de coëfficiënten van het Short Term Prediction filter worden vastgesteld. De coëfficiënten worden gekwantiseerd en gecodeerd, en het spraaksignaal wordt gefilterd. Het residusignaal wordt opgedeeld in subsegmenten van 5 ms. Hierop wordt een Long Term Prediction analyse losgelaten, en worden parameters vastgesteld en gekwantiseerd. Ieder subsegment wordt gefilterd. Het resultaat, een subsegment bestaande uit 40 signaalwaarden, wordt benaderd door 13 gekwantiseerde pulsen, plus een overkoepelende schalingsfactor. Deze parameters worden overgestuurd naar de decoder (260 bits per segment van 20 ms). 
Aan de decoder worden de inverse bewerkingen uitgevoerd.

## bits per parametertype
De bitverdeling per parametertype is als volgt: 
- STP-bits (Short Term Prediction): 8 filterparameters, gekwantiseerd met respectievelijk 6, 6, 5, 5, 4, 4, 3, 3 bits, maakt 36 bits per 20 ms
- LTP-parameters (Long Term Prediction): LTP-gain gekwantiseerd met 2 bits, LTP-delay gekwantiseerd met 7 bits, maakt 9 bits per 5 ms
- gridwaarde (legt binnen 40 pulsen een 'grid' vast van 13 pulsen) gecodeerd met 2 bits per 5 ms
- schaalfactor (per subsegment) gekwantiseerd met 6 bits per 5 ms
- 13 pulsen gekwantiseerd met 3 bits per puls, maakt 39 bits per 5 ms

Per 20 ms maakt dit {\displaystyle 36+4\cdot (9+2+6+39)=260} bits, dus een (netto) bitsnelheid van 13 kbit/s. 